# Kalpawryksza

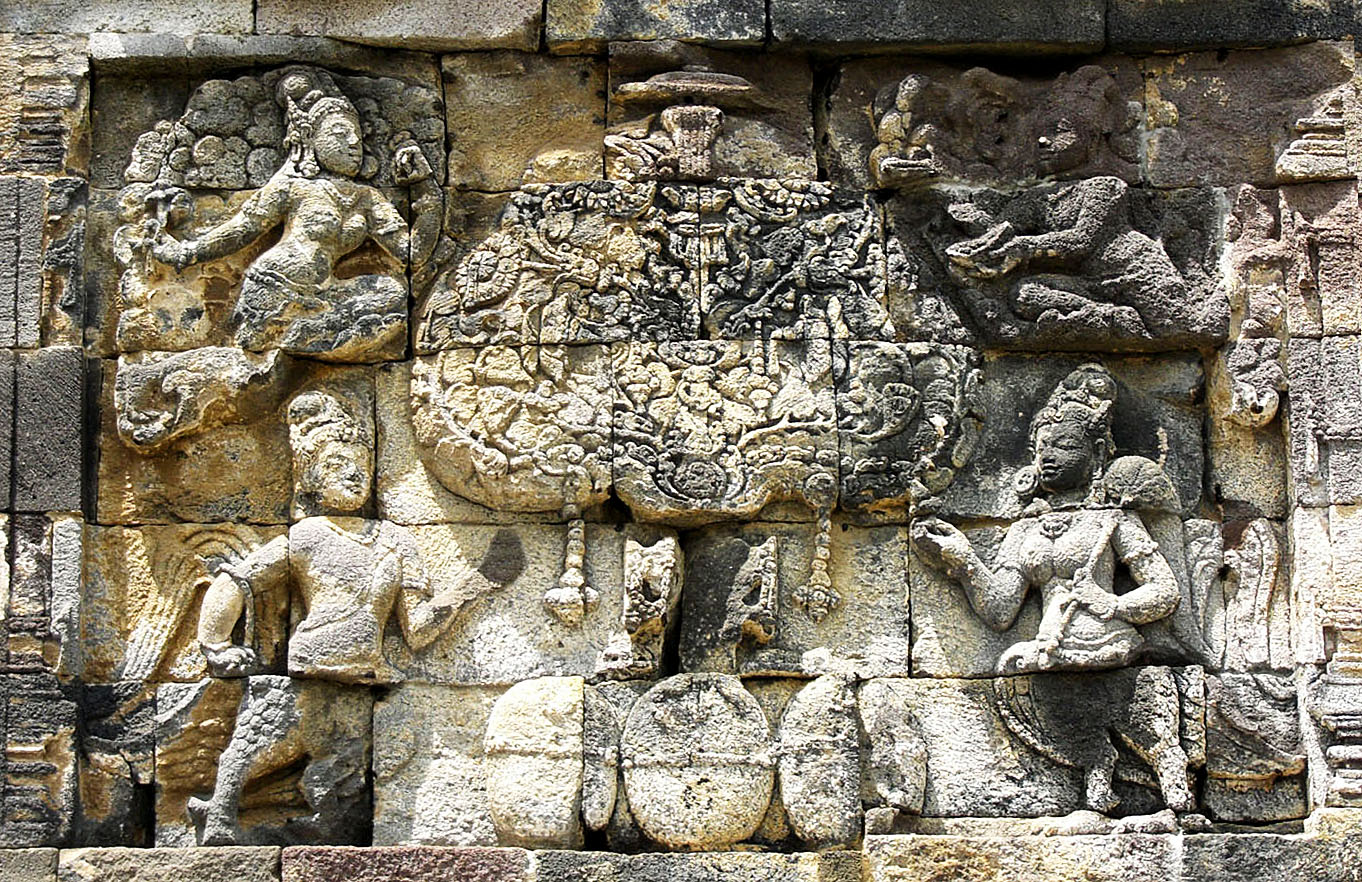
Kalpataru - drzewo spełniające życzenia

Kalpawryksza (dewanagari: कल्पवृक्ष), również: kalpataru, kalpadruma, kalpapāda) – w tradycji indyjskiej mityczne drzewo spełniające życzenia, motyw często występujący w literaturze sanskryckiej począwszy już od Rygwedy (1.75; 17.26). Podobnie jak kamadhenu (krowa spełniająca życzenia), kalpawryksza zostało stworzone podczas Samudra manthanam, czyli "ubijania oceanu mleka", a następnie król bogów Indra powrócił z nim do nieba. Nazwa to złożenie dwóch słów: kalpa (niebo, raj) oraz wryksza, taru itd. drzewo.
Źródła sanskryckie podają różne informacje na temat gatunku tego drzewa. Według Padmapurany, kalpawryksza to paridźata (odmiana jaśminu kwitnącego nocą). Lokalne tradycje utożsamiają to drzewo z figowcem bengalskim lub pagodowym zaś w rejonach przybrzeżnych - z palmą kokosową, stanowiącą źródło dobrobytu.